# 1844 في فرنسا
فيما يلي قوائم الأحداث التي وقعت خلال عام 1844 في فرنسا.

## ظهور
- 1 يناير – الكونت دي مونت كريستو كتاب من تأليف ألكسندر دوما.

## كتب
من الكتب التي صدرت هذه السنة في فرنسا:
- 1 يناير – الكونت دي مونت كريستو من تأليف ألكسندر دوما.

## مواليد

### يناير
- 7 يناير – برناديت سوبيروس راهبة فرنسية.

### فبراير
- 21 فبراير – شارل ماري ويدور

### مارس
- 30 مارس – أوجين دوفور سياسي فرنسي.
- 30 مارس – بول فرلان شاعر فرنسي.

### أبريل
- 16 أبريل – أناتول فرانس كاتب فرنسي.

### مايو
- 9 مايو – ادمون بيرير
- 21 مايو – هنري روسو رسام فرنسي.

### يونيو
- 9 يونيو – ألفرد دانيال سياسي فرنسي.
- 17 يونيو – هرتفيك درانبور

### يوليو
- 12 يوليو – الأمير فرديناند دوق ألونسون

### أغسطس
- 14 أغسطس – فرانسواز أميرة أورليان
- 24 أغسطس – إميل أوستاليت

### أكتوبر
- 22 أكتوبر – سارة برنار

## وفيات

### يناير
- 27 يناير – شارل نوديه (مواليد 1780) مؤلف فرنسي.

### مارس
- 8 مارس – كارل الرابع عشر يوهان (مواليد 1763)

### مايو
- 10 مايو – لوران لو كلارك (مواليد 1768) سياسي فرنسي.
- 26 مايو – جاك لافيت (مواليد 1767)

### يونيو
- 3 يونيو – لويس التاسع عشر (مواليد 1775)
- 19 يونيو – إيتيان جوفري سانت هيلار (مواليد 1772)

### يوليو
- 28 يوليو – جوزيف بونابرت (مواليد 1768)